# Radża
Radża, radźa (hindi rājā, sanskryt राज rājan – „król”, ang. raja lub rajah) – historyczny tytuł władcy państwa na subkontynencie indyjskim i w Azji Południowo-Wschodniej, odpowiednik księcia lub króla. Miał władzę sądowniczą i był zwierzchnikiem wojsk; żonie radży przysługiwał tytuł rani. Ponadto posługiwano się tym tytułem w Imperium Brytyjskim zwracając się do niższych rangą dygniarzy i możnowładców, stawiając go przed nazwiskiem. Niższy rangą od maharadży.